# SEN 21
SEN 21 (bis 2021 Senátor 21) ist eine liberale, pro-europäische tschechische politische Partei, die 2017 von Senator Václav Láska gegründet wurde.

## Geschichte
Senátor 21 wurde 2017 von Senator Václav Láska gegründet, ursprünglich um unabhängige Kandidaten für den Senat zu unterstützen.  Der erste Kandidat der Partei, Tomáš Goláň, gewann die Nachwahlen in Zlín 2018.
Im Februar 2019 trat die Partei der Europäischen Demokratischen Partei bei.
2022 nahm sie an den Kommunalwahlen in Stadtbezirken von Prag, Brünn und Ústí nad Labem teil.
Im Oktober 2023 gaben SEN 21 und Volt Česko bekannt, dass sie bei den Europawahlen 2024 mit einer gemeinsamen Liste antreten werden.

## Parteilogo

Logo in den Jahren 2017 bis 2021
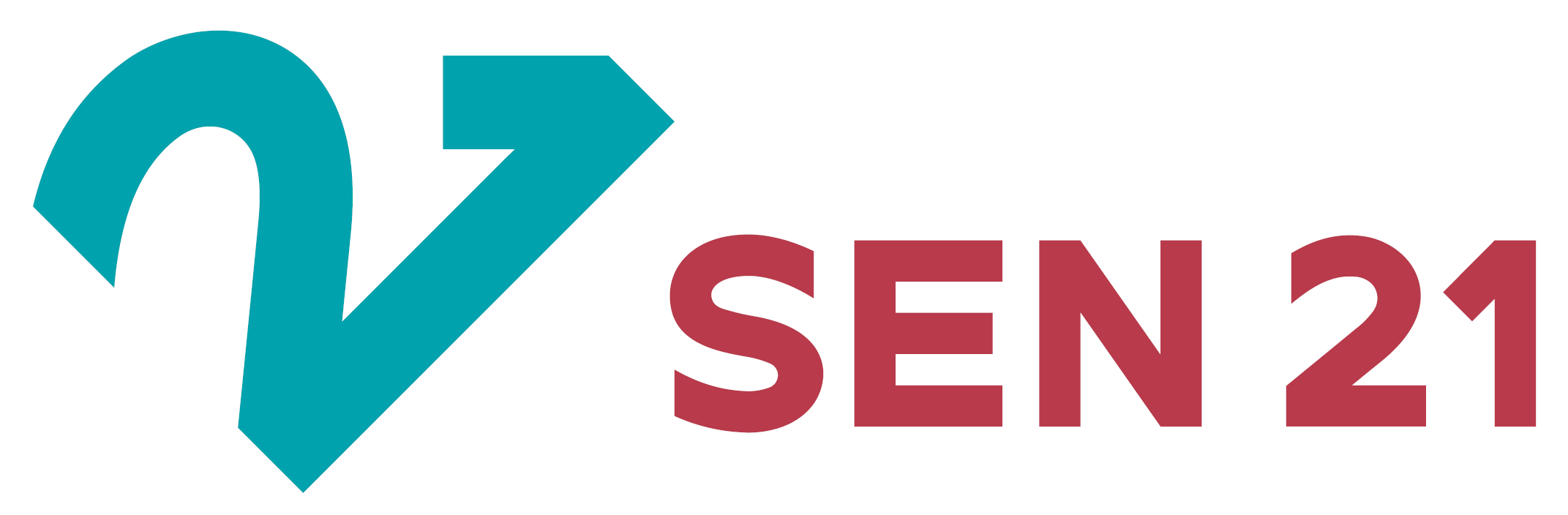
Logo in den Jahren 2021 bis 2024
Logo seit 2024

## Wahlergebnisse

### Senat
| Wahl            | Erste Runde | Erste Runde | Zweite Runde | Zweite Runde | Mandate  | Mandate |
| Wahl            | Stimmen     | %           | Stimmen      | %            | Erhalten | Gesamt  |
| --------------- | ----------- | ----------- | ------------ | ------------ | -------- | ------- |
| 2018 (Nachwahl) | 3.234       | 19,0        | 5.991        | 53,8         | 1/1      | 1/81    |
| 2018            | 33.860      | 3,1         | 24.250       | 5,8          | 1/27     | 2/81    |
| 2020            | 32.884      | 3,3         | 25.071       | 5,6          | 1/27     | 3/81    |
| 2022            | 27.672      | 2,5         | 21.051       | 4,4          | 1/27     | 4/81    |
| 2024            | 13.068      | 1,6         | 6.862        | 1,8          | 1/27     | 4/81    |

### EU-Parlament
| Wahl   | Stimmen | %   | Mandate |
| ------ | ------- | --- | ------- |
| 2024 1 | 9.955   | 0,3 | 0/21    |